# Villasanta
Villasanta är en ort och kommun i provinsen Monza e Brianza i regionen Lombardiet i Italien. Kommunen hade 13 992 invånare (2018).